# Saint-Christophe (Savoie)
Saint-Christophe település Franciaországban, Savoie megyében. Lakosainak száma 538 fő (2022. január 1.). Saint-Christophe La Bauche, Saint-Christophe-sur-Guiers, Corbel, Les Échelles, Saint-Jean-de-Couz és Saint-Pierre-de-Genebroz községekkel határos.

## Népesség
A település népessége az elmúlt években az alábbi módon változott:
| Lakosok száma | 518  | 529  | 542  | 531  | 532  | 533  | 529  | 530  | 538  |
|               | 2013 | 2015 | 2016 | 2017 | 2018 | 2019 | 2020 | 2021 | 2022 |